# Perizoma scitularia
Perizoma scitularia là một loài bướm đêm trong họ Geometridae.